# 乌尼昂加湖泊群
乌尼昂加湖泊群是乍得北部恩內迪區的一个湖泊群，位于撒哈拉沙漠内，由18个湖泊组成，面积62808公顷。湖泊群的湖泊大体上可以分成两部分，分别是乌尼昂加-克比尔和乌尼昂加-塞里尔，两部分相距40千米左右。湖泊群的水源由地下水补充，各湖泊相互连接 。

## 湖泊
- 乌尼昂加-克比尔（共4个湖泊）
  - 约安湖（358公顷，水深27米）
- 乌尼昂加-塞里尔（共14个湖泊）
  - 铁力湖（占地436公顷，水深10米）

## 世界遗产
2012年7月1日，联合国教科文组织将湖泊群列入世界遗产名录，登录面积62,808 ha，缓冲区面积4,869 ha。该世界遗产被认为满足世界遺產登錄基準中的以下基準而予以登錄：
- （vii）包含出色的自然美景与美学重要性的自然现象或地区。